# Мартинюк Дмитро Іванович
Мартиню́к Дмитро́ Іва́нович (нар. 11 березня 1942, с. Іванківці Дунаєвецького району Хмельницької області — пом.27 жовтня 1996, м. Київ) — відомий український математик, доктор фізико-математичних наук (1982), професор (1983), лауреат Державної премії УРСР в галузі науки і техніки (1985), автор праць у галузі звичайних диференціальних рівнянь та диференціальних рівнянь із запізненням.

## Біографія
Дмитро Іванович Мартинюк народився 11 березня 1942 р. в селі Іванківці на Хмельниччині в селянській сім'ї. Батько, Іван Мартинюк, загинув на фронті у 1942 році, а виховання Дмитра лягло на плечі матері, Євдокії Мартинюк.
Навчався у Іванківській семирічній та в Горчичнянській середній школах, а згодом вступив до Кам'янець-Подільського державного педагогічного інституту. Ще на студентській лаві брав участь у науковому гуртку, став займатися науковою роботою. По закінченні інституту у віці 20 років був зарахований асистентом кафедри вищої математики фізико-математичного факультету. Був членом профбюро, входив до художньої ради фізико-математичного факультету та редколегії інститутської багатотиражки, багато уваги приділяв вихованню студентської молоді.
У 1965 році він вступив до аспірантури Інституту математики АН УРСР, і 1967 року під керівництвом Ю. О. Митропольського захистив кандидатську дисертацію почав «Периодические решения нелинейных систем дифференциальных уравнений с запаздывающим аргументом».
З вересня 1967 року Д. Мартинюк працював асистентом кафедри інтегральних та диференціальних рівнянь Київського державного університету, у 1968 році став старшим викладачем, а 1969 р. — доцентом кафедри. У 1979—1983 роках він виконував обов'язки заступника завідувача кафедри інтегральних та диференціальних рівнянь з наукової роботи.
У 1982 році Д. Мартинюк захистив докторську дисертацію «Периодические и квазипериодические решения дифференциально-разностных и разностных уравнений», і наступного року він став професором кафедри інтегральних та диференціальних рівнянь. Також він читав курси звичайних диференціальних рівнянь, інтегральних рівнянь, спеціальні курси з теорії диференціальних рівнянь із запізненням, різницевих рівнянь, у яких він використовував новітні здобутки математичної науки.
Протягом 1988—1995 рр. Д. І. Мартинюк очолював кафедру математичної фізики механіко-математичного факультету та читав лекції з курсів «Інтегральні рівняння та елементи функціонального аналізу», «Рівняння математичної фізики».
1995 р. він залишив посаду завідувача кафедри математичної фізики та повернувся на кафедру інтегральних та диференціальних рівнянь, де й працював до останнього дня свого життя — 27 жовтня 1996 року.

## Науковий доробок
Дмитро Іванович Мартинюк — представник наукової школи Боголюбова—Митропольського, що зробив значний внесок у розвиток і формування в Україні теорії диференціально-різницевих рівнянь, теорії різницевих рівнянь і теорії нелінійних коливань. Результати його робіт використовуються в теорії автоматизованого керування та в теорії коливань механічних систем.
Педагогічна й наукова діяльність Д. І. Мартинюка пройшла на механіко-математичному факультеті Київського національного університету імені Тараса Шевченка.
Під його керівництвом було захищено 10 кандидатських дисертацій.
Д. Мартинюк брав активну участь у роботі Вченої ради механіко-математичного факультету, спеціалізованих рад із присудження наукових ступенів у Київському університеті та Інституті математики НАН України.
Д. І. Мартинюк — автор 6 монографій та понад 90 наукових статей. Зокрема, монографія Д. Мартинюка «Периодические и квазипериодические колебания систем с запаздыванием» (у співавторстві з Ю. О. Митропольським) була першою книгою у вітчизняній та закордонний літературі, присвяченою систематичному викладу теорії багаточастотних коливань систем із запізненням  [Архівовано 29 вересня 2010 у Wayback Machine.], і була відзначена Державною премією УРСР в галузі науки і техніки.
Основні наукові праці
- Ю. А. Митропольский, Д. И. Мартынюк. Лекции по теории колебаний систем с запаздыванием. — Киев: Ин-т математики АН УССР, 1969. — 309 с.
- Д. И. Мартынюк. Лекции по теории устойчивости решений систем с последействием. — Киев: Ин-т математики АН УССР, 1971. — 177 с.
- Д. И. Мартынюк. Лекции по качественной теории разностных уравнений. — Киев: Наукова думка, 1972. — 246 с.
- Ю. А. Митропольский, Д. И. Мартынюк. Периодические и квазипериодические колебания систем с запаздыванием. — Киев: Вища школа, 1979. — 247 с.
- Ю. А. Митропольский, А. М. Самойленко, Д. И. Мартынюк. Системы эволюционных уравнений с периодическими и условно периодическими коэффициентами. — Киев: Наукова думка, 1984. — 216 с.
- Yu. A. Mitropolsky, A. M. Samoilenko, D. I. Martynyuk. Systems of evolution equations with periodic and quasiperiodic coefficients. — Dordrecht; Boston; London: Kluwer Acad. Publ., 1993. — 296 pp.

## Пам'ять
У травні 2002 р. Інститутом математики НАН України, Київським національним університетом імені Тараса Шевченка та Кам'янець-Подільським державним педагогічним університетом було проведено міжнародну конференцію — П'яті Боголюбовські читання — присвячену 60-річчю від дня народження Д. І. Мартинюка.
6–8 червня 2012 року Інститутом математики НАН України та Київським національним університетом імені Тараса Шевченка спільно з Кам'янець-Подільським національним університетом імені Івана Огієнка було проведено міжнародну конференцію, присвячену 70-річчю від дня народження Д. І. Мартинюка.